# Longport
Longport és una població dels Estats Units a l'estat de Nova Jersey. Segons el cens del 2007 tenia 1.081 habitants.

## Demografia
Segons el cens del 2000, Longport tenia 1.054 habitants, 544 habitatges, i 317 famílies. La densitat de població era de 1.070,9 habitants/km².
Dels 544 habitatges en un 10,8% hi vivien nens de menys de 18 anys, en un 51,3% hi vivien parelles casades, en un 5,1% dones solteres, i en un 41,7% no eren unitats familiars. En el 37,5% dels habitatges hi vivien persones soles el 19,3% de les quals corresponia a persones de 65 anys o més que vivien soles. El nombre mitjà de persones vivint en cada habitatge era d'1,94 i el nombre mitjà de persones que vivien en cada família era de 2,53.
Per edats la població es repartia de la següent manera: un 11,4% tenia menys de 18 anys, un 2,6% entre 18 i 24, un 18,9% entre 25 i 44, un 32,6% de 45 a 60 i un 34,5% 65 anys o més.
L'edat mediana era de 57 anys. Per cada 100 dones de 18 o més anys hi havia 85 homes.
La renda mediana per habitatge era de 51.324 $ i la renda mediana per família de 68.194 $. Els homes tenien una renda mediana de 53.250 $ mentre que les dones 36.146 $. La renda per capita de la població era de 50.884 $. Aproximadament el 2,9% de les famílies i el 3,7% de la població estaven per davall del llindar de pobresa.

## Poblacions més properes
El següent diagrama mostra les poblacions més properes.